# Krwawa profesja
Krwawa profesja (ang. Blood Work) – film produkcji USA z 2002 roku na podstawie powieści Michaela Connelly.

## Fabuła
Emerytowany agent FBI, Terry McCaleb (Clint Eastwood), przeszedł niedawno operację transplantacji serca. Prowadzi spokojny tryb życia, mieszka na własnej łodzi rybackiej. Pewnego dnia został poproszony przez Graciellę Rivers o zbadanie okoliczności śmierci jej siostry, Glorii, która była dawczynią serca dla niego. W trakcie nieoficjalnego śledztwa prowadzonego przez Terry’ego wychodzi na jaw, że morderca może być seryjnym zabójcą, którego poszukiwał przez lata, pracując w FBI. 

## Obsada
- Clint Eastwood – Terrell „Terry” McCaleb
- Jeff Daniels – Jasper „Buddy” Noone
- Wanda De Jesus – Graciella Rivers
- Anjelica Huston – dr Bonnie Fox
- Beverly Leech – Juliette Loveland
- Mason Lucero – Raymond
- Tina Lifford – detektyw Jaye Winston
- Alix Koromzay – pani Cordell
- Dina Eastwood – reporterka
- Brent Hinkley – taksówkarz
- James W. Gavin – pilot helikoptera
- P.J. Byrne – Forensics nr 2
- Paul Rodriguez – Arrango
- Dylan Walsh – detektyw John Waller